# Love Is a Game
Love is a game je treći studijski album hrvatske džez i rok pevačice Zdenke Kovačiček, koga je 1989. objavila diskografska kuća Suzy.

Materijal je snimljen u studiju "Vatroslav Lisinski" u Zagrebu. Autori muzike su Dalibor Paulik i Dubravko Stojsavljević, tekst je napisao Dejvid Stoper, a Zdenka je otpevala na engleskom jeziku. Album je promovisan na festivalima u Los Anđelesu, Finskoj i na Middemu u Kanu.

## Produkcija
- Producent, Aranžer - Igor Savin
- Izvršni producent - Ante Svalina
- Tehničar - Miljenko Grasso
- Tekst - Dejvid Stoper
- muzika - Dalibor Paulik
- Orkestar - Orkestar Igora Savina
- Saksofon (Tenor, Sopran) - Željko Kovačević
- Dizajn - Ljudevit Gaj
- Fotografija - Višnja Serdar